# Jacques Scandelari
Jacques Scandelari (ou Marvin Merkins), né le 5 juillet 1943 à Dinard et mort le 2 juin 1999 à Paris, est un réalisateur, documentariste, scénariste et producteur français.

## Biographie
Son premier long métrage, La Philosophie dans le boudoir, adaptation de l'ouvrage de Sade, frappé d'une interdiction totale par le CNC en 1969, sort finalement, après d'importantes coupures, en 1971. Son deuxième long métrage,  Macédoine, est une comédie sociale avec Michèle Mercier et Pierre Brasseur au générique. La Philosophie dans le boudoir ressort en version intégrale en 1976 sous le titre Sade 76. Il réalise ensuite, dans le genre policier, Brigade mondaine, d'après Michel Brice, avec Odile Michel et Patrice Valota et aussi Flashing Lights, interprété par Florence Giorgetti.
En parallèle, il réalise des films pornographiques homosexuels sous le pseudonyme de Marvin Merkins.
Dans les années 1980 et 1990, il réalise des clips musicaux sur des titres de Eartha Kitt ou William Sheller et de nombreux films de défilés de mode ou films documentaires avec les stylistes Jean-Charles de Castelbajac, Christian Lacroix, Christian Dior, Guy Laroche, Revillon ou Lolita Lempicka. Pour ce faire, Jacques Scandelari avait créé une société, basée avenue Foch à Paris, qui  s'appelait Synergetic Communications.
En 1996, il réalise le 52 min documentaire Henri Troyat de l'Académie française pour la série télévisée Un siècle d'écrivains.

## Filmographie

### Réalisateur
- 1966 : Models International, moyen métrage coréalisé avec José Benazeraf
- 1969 : La Philosophie dans le boudoir, ressorti en 1976 sous le titre Sade 76
- 1971 : Macédoine, avec Michèle Mercier, Bernard Fresson et Pierre Brasseur
- 1972 à 1978 : 45 courts métrages documentaires, épisodes de la série télévisée Chroniques de France :
  - 1972 : Un atelier d'orfèvre, La Journée d'un instituteur, Ars antica, Le Maire de Douelle dans le département du Lot, Roland Barthes par lui-même (coréalisé avec André Téchiné), Dubuffet : Les Praticables, Le Pilote François Cevert, La Mode automne-hiver 72-73, Le Musée du cinéma, Art et cinéma : La Biennale de Venise
  - 1973 : 50 Ans de surréalisme, Jean-Claude Brialy, Gérard Titus-Carmel, Un 14 juillet à Paris, Les Passages de Paris, Les Sapeurs-pompiers de Paris, Festival de Cannes 73, La Poupée
  - 1974 : Languedoc-Roussillon : aménagement du littoral, Le Taxidermiste, Art déco, La Nouvelle Hôtellerie parisienne, Gérard Oury, La Vogue de la moto, Les Coulisses du Parc zoologique de Paris, Les Coulisses d'un grand restaurant, Réquichot, Fourrures : industrie et commerce, Noël aux Baux-de-Provence
  - 1975 : Les Cafés-théâtres de Paris, La Foire du Trône, Objets souvenirs, Le Métro parisien a 75 ans, Georges Bizet, Le Monde des jouets, Michaël Denard danseur étoile de l'Opéra de Paris
  - 1976 : Premières Visions de l'Amérique, Bicentenaire des États-Unis (39 min, coréalisé avec Jean-Marie Carzou, François Porcile et Pierre Zimmer), Arman, Bayreuth 100 ans après : Chéreau et Boulez, Impressions d'un Noël basque
  - 1977 : Le Poète Eugène Guillevic, Le Musée de l'École de médecine de Paris, Portrait d'un photographe : Jean-Loup Sieff
  - 1978 : Ben : un peintre du Nouveau réalisme
- 1974 : Hiver de Paris, court métrage documentaire, 12 min, avec Yves Saint Laurent et Charlotte Rampling
- 1976 : Sade 76, version longue de La Philosophie dans le boudoir (1969)
- 1976 : La Mode automne-hiver 1976-1977, court métrage, 40 min
- 1977 : Homologues ou La Soif du mâle (sous le nom de Marvin Merkins)
- 1978 : New York City Inferno (sous le nom de Marvin Merkins)
- 1978 : Brigade mondaine
- 1978 : Cock Story ou Un couple moderne (sous le nom de Marvin Merkins)
- 1978 : Y.M.C.A, Macho Man, clips des Village People
- 1979 : In the Navy, clip des Village People
- 1979 : I.N.R.I., court métrage documentaire, 11 min, sur les crucifixions à Manille
- 1979 : Flashing Lights (autres titres Monique et New York After Midnight), avec Florence Giorgetti
- 1979 : Like an Eagle, clip de Dennis Parker
- 1983 : Imperial Silks: A Lyon Tradition, court métrage de 28 min sur la soierie de Lyon
- 1984 : I Love Men, clip de Eartha Kitt
- 1986 : The World of Jean-Charles de Castelbajac, court métrage
- 1987 : Le Nouveau Monde, clip de William Sheller
- 1987 : Christian Lacroix Haute Couture : Collection printemps-été 1988, court métrage, 31 min
- 1988 : Baryshnikov's Gaîté Parisienne, court métrage avec Mikhail Baryshnikov et Christian Lacroix
- 1989 : Christian Dior Haute Couture : Collection automne-hiver 1989-1990, court métrage, 31 min
- 1989 : Christian Lacroix, provençal et couturier
- 1990 : Revillon Fourrures : Collection automne-hiver 1990-1991, moyen métrage, 48 min
- 1990 : Lolita Lempicka : Collection printemps-été 1991, court métrage, 9 min
- 1990 : Lesage, maître-brodeur, épisode la série télévisée Les Métiers d'art, avec François Lesage
- 1990 : Christian Lacroix Haute Couture : Collection printemps-été 1991, court métrage, 32 min
- 1991 : Christian Dior Monsieur : Collection printemps-été 1992, court métrage, 37 min
- 1991 : Guy Laroche Paris : Collection automne-hiver 1991-1992, court métrage, 25 min
- 1991 : I.N.R.I. (1979), monté dans Profession explorateur, série télévisée avec Paul-Émile Victor
- 1996 : Henri Troyat de l'Académie française, épisode de la série télévisée Un siècle d'écrivains avec la voix de Bernard Giraudeau

### Scénariste
- 1966 : Joë Caligula, du suif chez les dabes, coscénariste Jean-Pierre Deloux (non crédités), réalisé par José Benazeraf
- 1969 : La Philosophie dans le boudoir, coscénariste Jean-Pierre Deloux
- 1977 : Homologues ou La Soif du mâle
- 1978 : New York City Inferno
- 1978 : Cock Story ou Un couple moderne
- 1979 : Flashing Lights  (autres titres Monique et New York After Midnight)

### Producteur
- 1977 : Homologues ou La Soif du mâle (coproducteur)
- 1978 : New York City Inferno (coproducteur)
- 1978 : Cock Story ou Un couple moderne (coproducteur)
- 1979 : Flashing Lights (coproducteur)
- 1980 : Équation à un inconnu, réalisé par Francis Savel